# Die Hard
Die Hard là phim điện ảnh hành động giật gân của Mỹ năm 1988 do John McTiernan đạo diễn cùng kịch bản do Jeb Stuart và Steven E. de Souza chấp bút, với sự tham gia diễn xuất của Bruce Willis và Alan Rickman. Phim do công ty Gordon Company và Silver Pictures sản xuất, trong khi hãng 20th Century Fox chịu trách nhiệm phân phối. Cốt truyện phim xoay quanh nhân vật John McClane, một sĩ quan thuộc Sở cảnh sát thành phố New York đang hết phiên làm việc, bị mắc kẹt trong một tòa nhà chọc trời ở Los Angeles trong một vụ cướp do Hans Gruber cầm đầu. Tác phẩm dựa trên cuốn tiểu thuyết Nothing Lasts Forever năm 1979 của nhà văn Roderick Thorp. Diễn viên Arnold Schwarzenegger đã từ chối ghi hình phim để tham gia vào một phần tiếp nối phim điện ảnh Commando năm 1985 của ông, vì thế Fox phải miễn cưỡng giao vai diễn cho Willis, người vốn nổi tiếng là một nam diễn viên hài trên truyền hình.
Với kinh phí 28 triệu USD, Die Hard đã thu về hơn 140 triệu USD tiền doanh thu phòng vé trên toàn cầu, đồng thời biến Willis thành một ngôi sao hành động và trở thành hoán dụ cho một phim hành động về một anh hùng đơn độc chiến đấu với lượng kẻ thù áp đảo. Thành công của bộ phim còn tạo ra nhượng quyền Die Hard gồm có bốn phần tiếp nối, hàng loạt trò điện tử và truyện tranh, do đó Viện lưu trữ phim quốc gia đã lựa chọn bảo tồn tác phẩm vào năm 2017. Die Hard thường được coi là một trong những phim điện ảnh hành động hay nhất và bộ phim chủ đề Giáng Sinh hay nhất từng được thực hiện. Tác phẩm cũng đứng ở vị trí số 20 trong danh sách 100 phim điện ảnh vĩ đại nhất mọi thời đại của Empire vào năm 2017.

## Cốt truyện
Vào dịp lễ Giáng Sinh, thám tử John McClane của Sở cảnh sát thành phố New York (NYPD) đến Los Angeles với dự định muốn làm hòa với người vợ đã ly thân của mình là Holly tại một bữa tiệc Giáng Sinh tổ chức ở cơ quan cô làm việc—tập đoàn Nakatomi. McClane được chở tới bữa tiệc từ sân bay bởi tài xế Argyle trên chiếc limousine. Trong khi McClane đang thay đồ, một tên khủng bố người Đức là Hans Gruber cùng đội vũ trang hạng nặng của y (Karl, Tony, Franco, Theo, Alexander, Marco, Kristoff, Eddie, Uli, Heinrich, Fritz và James) đã xuất hiện làm gián đoạn bữa tiệc. Chúng chiếm đóng tòa nhà và bắt giữ những người bên trong làm con tin ngoại trừ McClane kịp thời trốn thoát và Argyle bị mắc kẹt trong nhà để xe.
Gruber chất vấn giám đốc của Nakatomi là Joseph Takagi nhằm lấy mã truy cập vào kho tiền của tòa nhà, đồng thời tiết lộ rằng y đang lên kế hoạch 640 triệu USD trái phiếu, còn hành động khủng bố̀ chỉ nhằm đánh lạc hướng. Takagi từ chối hợp tác với Gruber và bị y sát hại. McClane bí mật theo dõi cảnh đó nhưng vô tình bị phát giác và phải chạy trốn. Anh bật chuông báo cháy nhằm báo hiệu cho các cơ quan chức năng, vì thế Gruber cử Tony đi theo dõi anh. McClane thủ tiêu Tony rồi lấy vũ khí và bộ đàm của y, sau đó dùng nó để liên lạc với Sở Cảnh sát thành phố Los Angeles (LAPD). Khi Hạ sĩ Al Powell nhận được tín hiệu và đến điều tra, Gruber cử Heinrich và Marco đi ngăn chặn McClane nhưng chúng đều bị anh giết. Powell đến tòa nhà và được Eddie—một tên trong nhóm khủng bố—giả vờ làm hướng dẫn viên chào đón. Sau khi không phát hiện điều gì khả nghi, Powell chuẩn bị rời đi thì McClane bất ngờ thả xác của Marco xuống xe cảnh sát nhằm thu hút sự chú ý của viên cảnh sát này, trong khi Alexander dùng khẩu súng trường tự động bắn vào chiếc xe từ trong tòa nhà. Powell lập tức gọi LAPD đến hỗ trợ và sau đó một toán cảnh sát đến bao vây tòa nhà. McClane thì cướp chiếc túi chứa chất nổ C-4 kèm theo các kíp nổ của Heinrich.
James và Alexander sử dụng những tên lửa bắn xe tăng để vô hiệu hóa một chiếc xe bọc thép của đội SWAT, trước khi McClane thủ tiêu cả hai tên này bằng cách gắn chất nổ C-4 với một chiếc ghế văn phòng máy tính rồi thả xuống trục thang máy, làm nổ tung tầng chúng đang đứng. Đồng nghiệp của Holly là Harry Ellis cố gắng thay mặt Hans thương thảo với McClane để lấy lại kíp nổ cho Hans. McClane đã từ chối khiến Gruber hành quyết Ellis ngay lập tức. Trong lúc kiểm tra chất nổ gắn trên mái nhà, Gruber vô tình chạm mặt McClane; Gruber đã giả vờ làm con tin vừa trốn thoát để lừa McClane. McClane đưa cho y một khẩu súng và Gruber lập tức dùng nó bắn anh, nhưng phát hiện ra băng đạn trống rỗng. Đúng lúc đó thì Karl, Franco và Fritz xuất hiện; McClane bắn chết Fritz và Franco nhưng bị thương, buộc phải bỏ kíp nổ lại và chạy trốn. Sau đó, anh bước vào một phòng tắm với đôi chân bê bết máu do dẫm phải mảnh kính vỡ.
Trong lúc đó, FBI nắm quyền kiểm soát cuộc bao vây, ra lệnh cắt điện tòa nhà; điều này, như Gruber dự đoán, sẽ vô hiệu hóa khóa cuối cùng của kho tiền 640 triệu đô. Gruber yêu cầu một máy bay trực thăng trên sân thượng để bỏ trốn, nhưng FBI đã đưa một chiếc trực thăng trang bị súng máy đến tòa nhà. McClane phát hiện ra rằng Gruber có ý định kích nổ chất nổ trên sân thượng. Khi chuẩn bị chạy trốn, Gruber nhìn thấy một bản tin của phóng viên Richard Thornburg phỏng vấn con gái của McClane, sau đó hắn liền xem bức ảnh trên bàn và nhận ra Holly là vợ của John. Bọn khủng bố ra lệnh đem con tin lên mái nhà, nhưng Gruber lại đưa Holly theo cùng để đe dọa McClane, người đã treo cổ Karl bằng dây xích và giết chết Uli. John đưa các con tin xuống cầu thang ngay khi trực thăng FBI xuất hiện và bắt đầu bắn vào McClane vì nghĩ anh là một kẻ khủng bố. Gruber sau đó kích nổ chất nổ, phá hủy tầng thượng và trực thăng.
Theo lấy chiếc xe chạy trốn nhưng bị Argyle đánh ngất. McClane tìm thấy Holly cùng với Gruber và 2 thuộc hạ còn lại của hắn, Eddie và Kristoff. Sau khi đánh Kristoff bất tỉnh, McClane đối mặt với Gruber, yêu cầu vứt khẩu tiểu liên xuống đất và đặt hai tay ra phía sau nhằm đánh lạc hướng Gruber và Eddie để lấy khẩu súng ngắn. McClane bắn Gruber và giết chết Eddie chỉ bằng một phát bắn vào đầu. Gruber ngã xuống cửa sổ nhưng nắm lấy cổ tay của Holly. Gruber giơ khẩu súng cố gắng bắn họ, nhưng McClane kịp thời tháo đồng hồ đeo tay của Holly và Gruber rơi xuống dưới đất.
Sau đó, McClane và Holly gặp Powell bên ngoài tòa nhà. Karl xuất hiện và cố gắng bắn McClane, nhưng bị Powell kết liễu bằng khẩu súng của mình. Argyle dùng chiếc limo đâm xuyên qua cửa nhà để xe để đón John. Thornburg đến và cố gắng phỏng vấn McClane, nhưng bị Holly tát vào mặt trước khi cô và McClane rời khỏi khu vực cùng với Argyle.

## Diễn viên
- Bruce Willis vai John McClane, một sĩ quan cảnh sát lịch thiệp của New York tới Los Angeles để làm hòa với vợ mình
- Alan Rickman vai Hans Gruber, một kẻ chủ mưu người Đức và thủ lĩnh của bọn khủng bố
- Alexander Godunov vai Karl, tay sai chính của Hans
- Bonnie Bedelia vai Holly Gennero-McClane, người vợ đã ly thân của John
- Reginald VelJohnson vai Hạ sĩ Al Powell
- Paul Gleason vai Dwayne T. Robinson, phó cảnh sát trưởng của Los Angeles
- De'voreaux White vai Argyle, tài xế xe limousine của John
- William Atherton vai Richard Thornburg, một phóng viên kiêu ngạo
- Clarence Gilyard vai Theo, chuyên gia công nghệ của Hans
- Hart Bochner vai Harry Ellis, một giám đốc lôi thôi của Nakatomi
- James Shigeta vai Joseph Yoshinobu Takagi, giám đốc điều hành Nakatomi.

Những diễn viên khác gồm có những người thủ vai tay sai của Hans: Bruno Doyon vai Franco, Andreas Wisniewski vai Tony, Joey Plewa vai Alexander, Lorenzo Caccialanza vai Marco, Gerard Bonn vai Kristoff, Dennis Hayden vai Eddie, Al Leong vai Uli, Gary Roberts vai Heinrich, Hans Buhringer vai Fritz và Wilhelm von Homburg vai James. Hai diễn viên Robert Davi và Grand L. Bush lần lượt xuất hiện trong vai hai anh em đặc vụ nhà Johnson của FBI, Tracy Reiner thủ vai trợ lý của Thornburg, còn Taylor Fry và Noah Land cũng lần lượt có những vai nhỏ là hai đứa trẻ nhà McClane—Lucy McClane và John Jr..

## Sản xuất

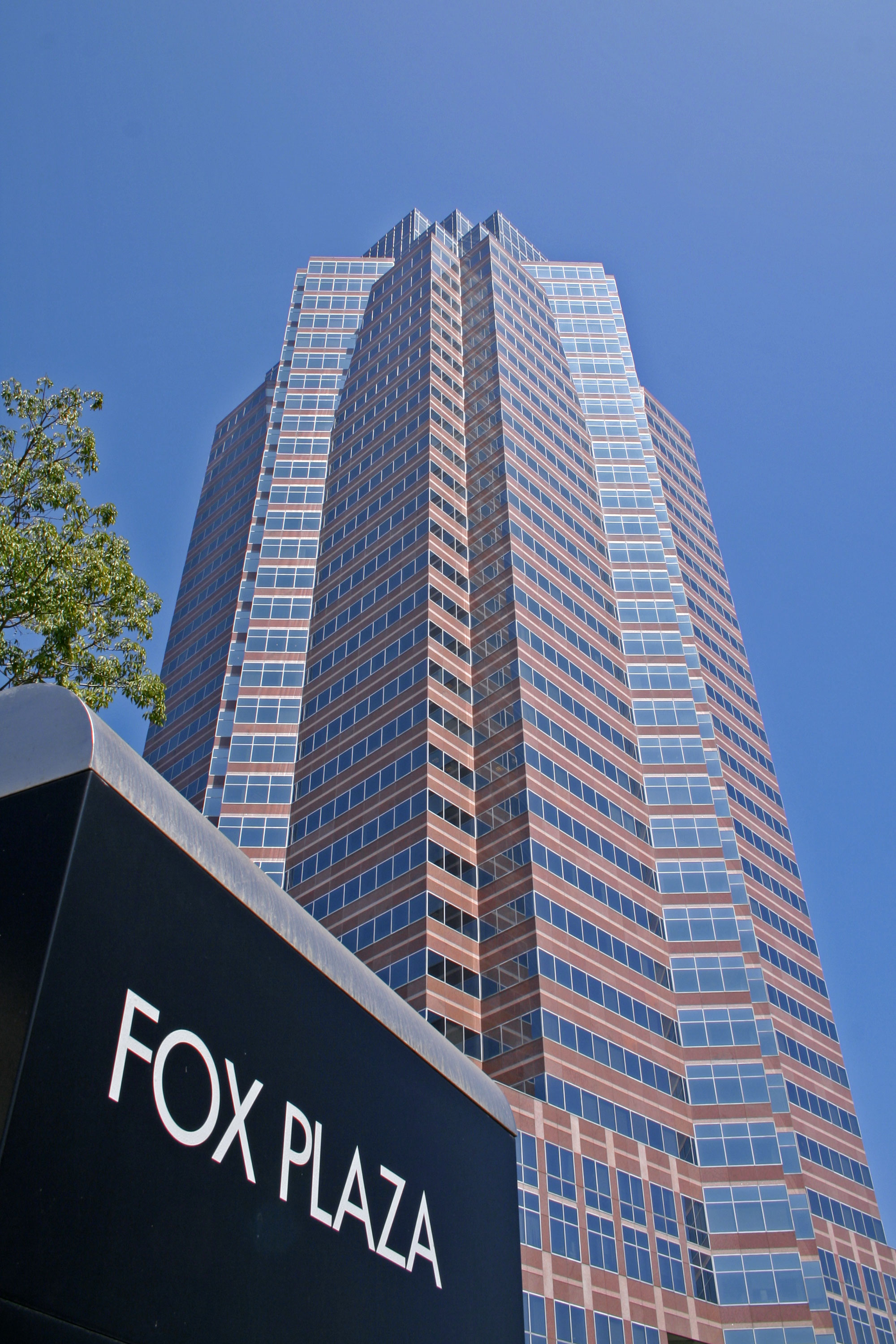
Tòa nhà Fox Plaza dùng làm bối cảnh cho tòa nhà Nakatomi Plaza trong phim.

Die Hard do Lawrence Gordon và Joel Silver đồng sản xuất, dựa trên cuốn tiểu thuyết Nothing Lasts Forever năm 1979 của Roderick Thorp, phần tiếp nối của tiểu thuyết The Detective năm 1966. Cuốn tiểu thuyết tiền truyện từng được chuyển thể thành một bộ phim điện ảnh cùng tên năm 1968 có sự tham gia của diễn viên Frank Sinatra, bộ phim cũng gặt hái thành công về doanh thu phòng vé. Khi bắt đầu sản xuất phần phim dựa trên tiểu thuyết tiếp nối của Thorp, xưởng phim buộc phải gửi cho Frank Sinatra lời mời đóng vai chính trong Die Hard theo hợp đồng. Sau đó Sinatra lúc này vào khoảng 70 tuổi đã từ chối dự án. Vì thế cốt truyện của phim bị thay đổi để không có liên hệ nào với The Detective. Arnold Schwarzenegger từ chối vai diễn vì ông muốn mở rộng sự lôi cuốn của mình bằng cách thêm tình tiết hài hước giống như vai diễn trong phim Twins mà ông sẽ đóng sau này. Mặc dù có tin đồn rằng vào thời điểm đó dự án được tái dự định chuyển thể thành phần tiếp nối bộ phim hành động Commando năm 1985 của Schwarzenegger, nhà biên kịch de Souza lại phủ nhận thông tin này. Ông cho biết ông đã viết kịch bản cứ như thể Hans Gruber là nhân vật chính. "Nếu anh ta không lên kế hoạch cho vụ cướp và đem chúng đi thực hiện, Bruce Willis sẽ chỉ đến bữa tiệc và quyết định làm hòa hoặc không với vợ mình. Đôi khi bạn nên nghĩ về việc theo dõi tác phẩm thông qua góc nhìn của phản diện—kẻ thực sự đang chèo lái bộ phim."
Kịch bản đã được gửi tới hàng loạt nam diễn viên khác như Richard Gere, Clint Eastwood, Burt Reynolds, Sylvester Stallone, Harrison Ford, Don Johnson, Nick Nolte, Mel Gibson và Richard Dean Anderson, tuy nhiên tất cả đều từ chối nó. Việc CinemaScore nhanh chóng hết các lựa chọn từ hệ thống nhân khẩu học đã giúp thuyết phục xưởng phim, khiến các nhà sản xuất và đạo diễn John McTiernan gửi lời đề nghị đóng vai diễn tới Willis.
Tại thời điểm đó, Willis nổi tiếng nhờ vai diễn hài thám tử David Addison trong loạt phim truyền hình Moonlighting. Ban đầu Willis định từ chối vai diễn vì những cam kết hợp đồng với Moonlighting. Tuy nhiên sau khi bạn diễn của anh là Cybill Shepherd mang bầu, Moonlighting đã ngừng sản xuất trong 11 tuần, giúp cho Willis có đủ thời gian để tham gia Die Hard. Willis nhận được 5 triệu USD để thủ vai trong phim—một con số gần như chưa từng xuất hiện vào thời điểm đó đối với một nam diễn viên mới chỉ đóng trong một bộ phim thành công ở mức trung bình, và số tiền đó thường chỉ trả cho những ngôi sao tầm cỡ như Dustin Hoffman và Warren Beatty. Rồi chủ tịch của hãng 20th Century Fox là Leonard Goldberg đính chính mức giá trên khi cho biết tác phẩm phụ thuộc vào nam diễn viên chính của phim, trong khi những nguồn tin khác trong nội bộ hãng lại nói rằng Fox đang khao khát một ngôi sao cho Die Hard–dự định sẽ trở thành một bom tấn hành động lớn vào mùa hè, đặc biệt kể từ khi họ bị từ chối bởi rất nhiều diễn viên phù hợp khác.

## Phát hành
Ngày 12 tháng 7 năm 1988, lễ ra mắt Die Hard diễn ra tại Nhà hát AVCO ở Los Angeles, California. Phim cũng có buổi chiếu ra mắt ở Anh tại Liên hoan phim Luân Đôn vào ngày 27 tháng 11 năm 1988.

### Doanh thu phòng vé
Ngày 15 tháng 7 năm 1988, Die Hard phát hành giới hạn ở 21 rạp chiếu và thu về 601.851 USD—trung bình 28.659 mỗi rạp. Phim bắt đầu phát hành rộng rãi tại Bắc Mỹ vào ngày 20 tháng 7 năm 1988 và thu về khoảng 7,1 triệu USD từ 1.276 rạp chiếu—trung bình 5.568 USD mỗi rạp—kết thúc ở vị trí thứ ba trên bảng xếp hạng doanh thu phòng vé của tuần. Cho đến nay Die Hard kết thúc đợt chiếu rạp với doanh thu 83 triệu USD tại Bắc Mỹ và thêm 57,7 triệu USD tại những thị trường khác, nâng tổng mức doanh thu của phim lên 140,7 triệu USD.

### Giải trí tại gia
Ngày 19 tháng 6 năm 2007, Die Hard được phát hành trên đĩa DVD, còn ấn bản đĩa Blu-ray ra mắt kế tiếp vào ngày 20 tháng 11 năm 2007. Phim được phát hành ở định dạng 4K UHD Blu-ray vào ngày 15 tháng 5 năm 2018.

## Đón nhận

### Đánh giá chuyên môn
Sau khi công chiếu, Die Hard đã nhận được những đánh giá trái chiều từ giới phê bình. Nhà phê bình điện ảnh người Anh Mark Kermode bày tỏ sự ngưỡng mộ với tác phẩm khi gọi phim là một sự kết hợp thú vị của "Những chàng cao bồi và người Ấn Độ trong The Towering Inferno." Tuy nhiên nhà phê bình Roger Ebert lại đưa ra một nhận xét ít tâng bốc hơn khi chỉ chấm phim hai sao và chỉ trích sự ngu ngốc của nhân vật phó cảnh sát trưởng; ông cho rằng "Một mình anh ta hủy hoại nửa cuối phim một cách thành công."
Trên hệ thống tổng hợp kết quả đánh giá Rotten Tomatoes, Die Hard nhận được 93% lượng đồng thuận dựa theo 71 bài đánh giá và đạt số điểm trung bình là 8,4/10. Các chuyên gia của trang web nhất trí rằng, "Những phần ăn theo (và phần tiếp nối) của phim đều chưa bao giờ tiệm cận tương xứng với những yếu tố giật gân hồi hộp của tác phẩm hành động kinh điển dứt khoát vào kì nghỉ lễ này." Trên trang Metacritic, bộ phim giành số điểm 71 trên 100, dựa trên 13 nhận xét, chủ yếu là những lời khen ngợi. Lượt bình chọn của khán giả trên trang thống kê CinemaScore cho phim điểm "A+" trên thang từ A+ đến F.
Xếp hạng phê bình
Một số nhà phê bình đã lần lượt xếp Die Hard vào các danh sách những bộ phim điện ảnh Giáng Sinh hay nhất mọi thời đại tương ứng như sau: 
- Digital Spy – #5[22]
- Empire – #1[23]
- Entertainment Weekly – #4[24]
- Forbes – #1[25]
- The Guardian – #8[26]
- The Hollywood Reporter – #4[27]
- San Francisco Gate – #1[28]

### Giải thưởng
Die Hard đã giành được bốn đề cử giải Oscar ở các hạng mục: biên tập âm thanh xuất sắc nhất (Stephen Hunter Flick và Richard Shorr), dựng phim xuất sắc nhất, hòa âm hay nhất (Don J. Bassman, Kevin F. Cleary, Richard Overton và Al Overton, Jr.) và hiệu ứng hình ảnh xuất sắc nhất (Richard Edlund, Al Di Sarro, Brent Boates và Thaine Morris).

## Di sản
Die Hard đã phát sinh thêm bốn phần tiếp nối: Die Hard 2 (1990), Die Hard with a Vengeance (1995), Đương đầu với thử thách 4 (2007) và A Good Day to Die Hard (2013). Vào tháng 7 năm 2007, diễn viên Bruce Willis đã tặng chiếc áo lót ông mặc trong phim cho Viện bảo tàng lịch sử quốc gia Hoa Kỳ tại Viện Smithsonian.
Die Hard đã thiết lập một công thức phổ biến sẽ áp dụng cho những bộ phim hành động trong các thập niên kế tiếp, có cốt truyện về một người hùng đơn độc chiến đấu với một nhân vật khủng bố đầy thú vị trong một bối cảnh biệt lập. Một số tác phẩm sau này áp dụng theo công thức trên thường được gọi là "Die Hard trên một _____", chẳng hạn như Under Siege (1992, "Die Hard trên một chiếc tàu chiến"), Passenger 57 (1992, "Die Hard trên một chiếc máy bay") và Speed (1994, "Die Hard trên một chiếc xe buýt"). Xu hướng như vậy sẽ tiếp diễn cho đến khi những bộ phim như The Rock (1996, cũng được gọi là "Die Hard trên một hòn đảo") thay đổi tông điệu và cảm nhận về hướng đi của những tác phẩm hành động kế tiếp, đồng thời biến đổi hơn nữa với sự phát triển của hiệu ứng CGI, thí dụ như Ma trận (1999). Scott Tobias của The Guardian nhận thấy rằng không có tác phẩm nào trong số những bộ phim ở trên dễ dàng bắt chước theo thành công toàn diện trong cốt truyện của Die Hard.
Năm 2001, Viện phim Mỹ (AFI) đã liệt Die Hard ở vị trí #39 trong 100 phim giật gân—một danh sách về những phim điện ảnh có yếu tố hồi hộp của Mỹ. Năm 2003, phản diện Hans Gruber được liệt ở vị trí #46 trong danh sách 100 anh hùng và kẻ phản diện của AFI. Tạp chí Empire lựa chọn tác phẩm ở thứ hạng #29 trong danh sách "500 phim điện ảnh vĩ đại nhất mọi thời đại". Thư viện Quốc hội Mỹ đã chọn lưu trữ bộ phim tại Viện lưu trữ phim quốc gia Hoa Kỳ nhờ "có đóng góp quan trọng về văn hoá, lịch sử và thẩm mĩ". Năm 2006, Empire xếp Gruber là nhân vật điện ảnh vĩ đại thứ 17, còn John McClane xếp thứ 12 trong danh sách. Ngày 22 tháng 6 năm 2007, một ấn bản của tạp chí Entertainment Weekly đã xếp Die Hard là phim điện ảnh hành động hay nhất mọi thời đại.